# Ungarske runer
Ungarske runer ("Magyar Rovásírás" på ungarsk; også kaldet "rovás") var et runeskriftsprog anvendt af magyarerne indtil år 1000. Den første ungarske katolske konge Stefan 1. af Ungarn (István) beordrede de gamle skrifter ødelagt, og at det latinske alfabet blev anvendt i stedet. På trods af denne beslutning har de ungarske runer overlevet indtil 1850'erne i Transsylvanien. En lignende skrift blev anvendt af hunnerne.

## Oprindelse
Ungarske runer er ikke beslægtet med runealfabetet, men er afledt af Orkhon eller tyrkiske runer.
Ungarske runer blev skrevet i ler eller på stave i bustrofedonstil (vekslende retninger højre til venstre – og så venstre til højre). I nogle henseender er ungarske runer mere egnede for ungarsk skrift end det latinske alfabet, fordi det omfatter distinkte skrifttegn for alle fonemer anvendt i det ungarske sprog.

## Alfabet
Det ungarske runealfabet.